# Silnice II/201
Silnice II/201 je pozemní komunikace vedoucí v západních částech České republiky.
Tato silnice vede v podstatě od západní hranice našeho hlavního města Prahy až na západní hranici ČR s Německem.
Jen v úseku mezi obcemi Slabce a Zvíkovec, v délce zhruba 9 km, vede společně se silnicí II/233.

## Průběh
Severně od Jenče odbočuje z dálnice D6 a následně prochází obcemi:
- Jeneč
- Unhošť
- Horní Bezděkov
- Bratronice
- Běleč
- Sýkořice
- Zbečno
- Písky
- Křivoklát
- Roztoky
- Nezabudice
- Týřovice
- Hřebečníky

Silnice II/201 se na křižovatce severně od obce Slabce napojí na silnici II/233. Vedou pak společně až na křižovatku před mostem před obcí Zvíkovec. Tady silnice II/233 dále pokračuje přes řeku Berounku směrem do Plzně. Silnice II/201 zde odbočí vpravo, opět se osamostatní a pokračuje dále směrem na západ České republiky. Končí na hraničním přechodu Broumov/Mähring do Německa (49°53'57.756"N, 12°32'54.379"E).